# Omphax trilobata
Omphax trilobata là một loài bướm đêm trong họ Geometridae.